# Saint-Pierre (Praslin)
Saint-Pierre (fr. Île Saint-Pierre) – wyspa na Oceanie Indyjskim, w grupie Wysp Wewnętrznych w Republice Seszeli. Granitowa wysepka leżąca na północ od wyspy Praslin i na wschód od Curieuse pokryta jest tropikalną roślinnością, głównie palmami coco-de-mer. Saint-Pierre jest ulubionym miejscem pływaków, żeglarzy i amatorów nurkowania.